# دریاچه والدایسکویه
دریاچه والدایسکویه (انگلیسی: Lake Valdayskoye) یک دریاچه در استان نووگورود کشور روسیه است.